# Hockenheimring

Konfiguracja toru Hockenheimring używana do sezonu 2001 włącznie

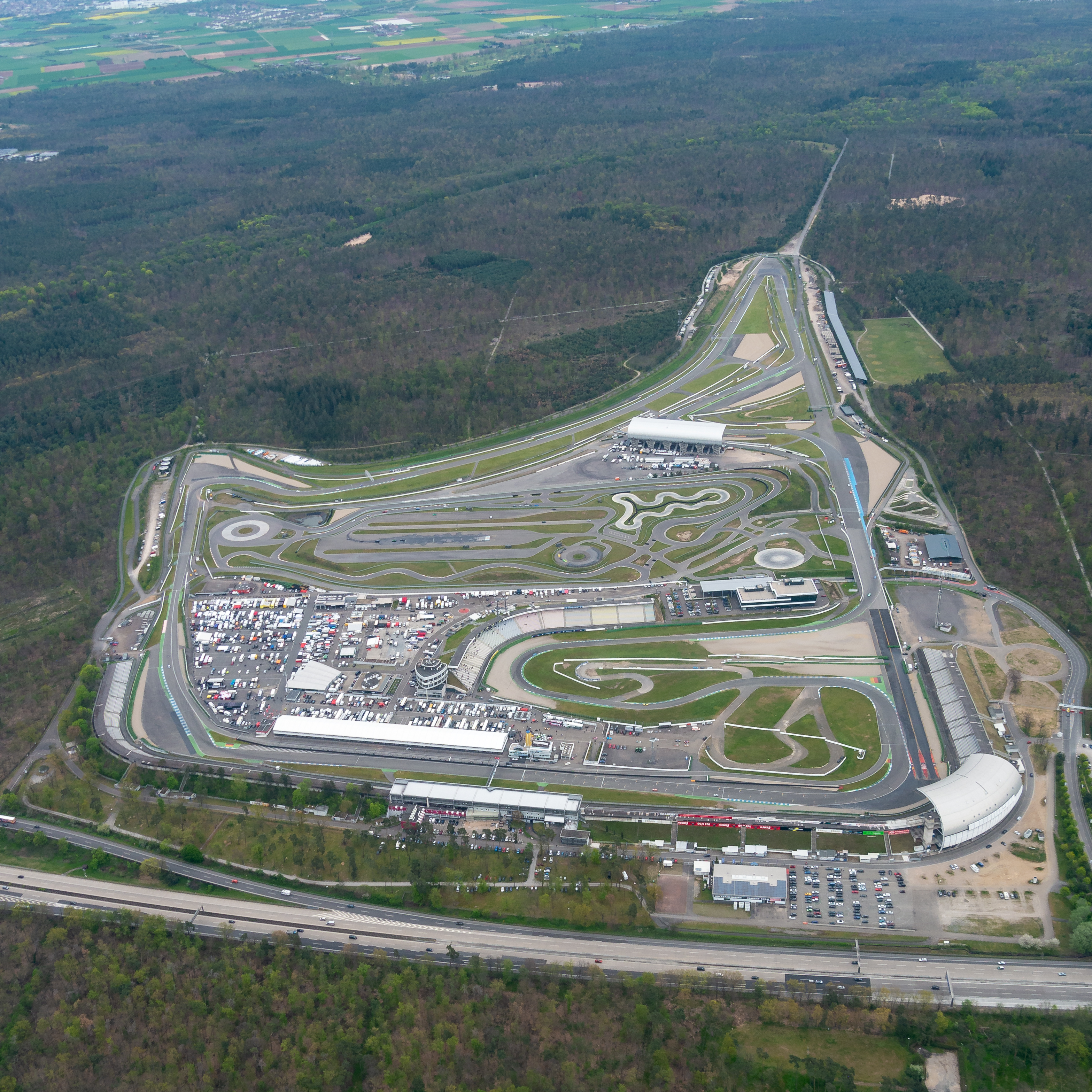
Zdjęcie lotnicze toru

Hockenheimring – tor wyścigowy położony w pobliżu miasta Hockenheim w Niemczech. Rozgrywane były na nim wyścigi Formuły 1 o Grand Prix Niemiec.
Tor wybudowany został w 1936 na potrzeby testów Mercedesa. Po II wojnie światowej obiekt przebudowano.
Pierwszy wyścig Formuły 1 na tym torze odbył się w roku 1970. Natomiast od roku 1977 (oprócz 1985) tor ten znajduje się stałe w kalendarzu Formuły 1.
Do roku 2001 używano dłuższej wersji toru (6,825 km) prowadzącej przez las. Później tor został drastycznie skrócony przez Hermanna Tilke do obecnej formy.
Jedno okrążenie ma 4,574 km. Trybuny wokół toru mogą pomieścić 120 000 kibiców.

## ZwycięzcyGrand Prix Niemiecna torze Hockenheimring

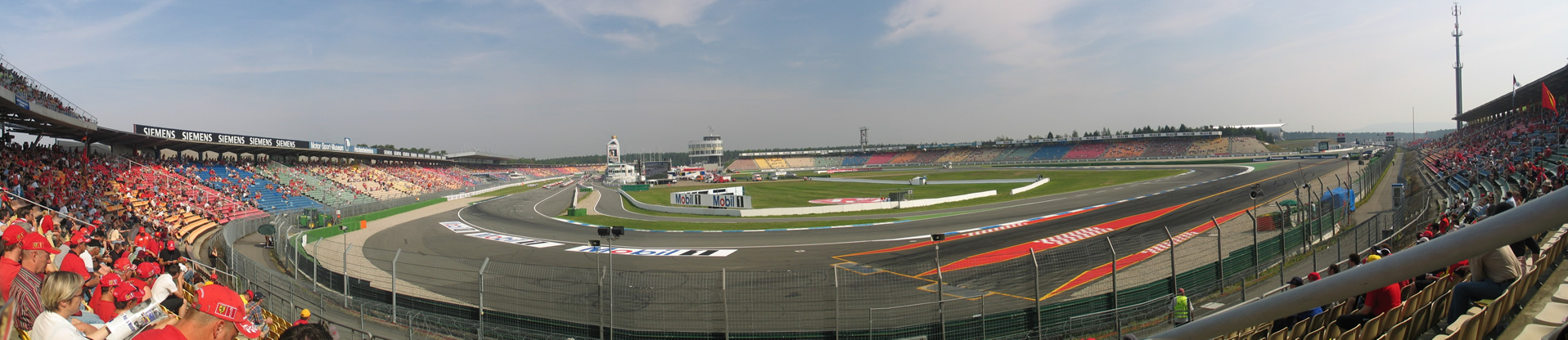
Hockenheimring – panorama

| Sezon | Kierowca                                                                    | Zespół                                       |        |
| ----- | --------------------------------------------------------------------------- | -------------------------------------------- | ------ |
| 2019  | Max Verstappen                                                              | Red Bull                                     | Wyniki |
| 2018  | Lewis Hamilton                                                              | Mercedes                                     | Wyniki |
| 2016  | Lewis Hamilton                                                              | Mercedes                                     | Wyniki |
| 2014  | Nico Rosberg                                                                | Mercedes                                     | Wyniki |
| 2012  | Fernando Alonso                                                             | Ferrari                                      | Wyniki |
| 2010  | Fernando Alonso                                                             | Ferrari                                      | Wyniki |
| 2008  | Lewis Hamilton                                                              | McLaren-Mercedes                             | Wyniki |
| 2006  | Michael Schumacher                                                          | Ferrari                                      | Wyniki |
| 2005  | Fernando Alonso                                                             | Renault                                      | Wyniki |
| 2004  | Michael Schumacher                                                          | Ferrari                                      | Wyniki |
| 2003  | Juan Pablo Montoya                                                          | Williams-BMW                                 | Wyniki |
| 2002  | Michael Schumacher                                                          | Ferrari                                      | Wyniki |
| 2001  | Ralf Schumacher                                                             | Williams-BMW                                 | Wyniki |
| 2000  | Rubens Barrichello                                                          | Ferrari                                      | Wyniki |
| 1999  | Eddie Irvine                                                                | Ferrari                                      | Wyniki |
| 1998  | Mika Häkkinen                                                               | McLaren-Mercedes                             | Wyniki |
| 1997  | Gerhard Berger                                                              | Benetton-Renault                             | Wyniki |
| 1996  | Damon Hill                                                                  | Williams-Renault                             | Wyniki |
| 1995  | Michael Schumacher                                                          | Benetton-Renault                             | Wyniki |
| 1994  | Gerhard Berger                                                              | Ferrari                                      | Wyniki |
| 1993  | Alain Prost                                                                 | Williams-Renault                             | Wyniki |
| 1992  | Nigel Mansell                                                               | Williams-Renault                             | Wyniki |
| 1991  | Nigel Mansell                                                               | Williams-Renault                             | Wyniki |
| 1990  | Ayrton Senna                                                                | McLaren-Honda                                | Wyniki |
| 1989  | Ayrton Senna                                                                | McLaren-Honda                                | Wyniki |
| 1988  | Ayrton Senna                                                                | McLaren-Honda                                | Wyniki |
| 1987  | Nelson Piquet                                                               | Williams-Honda                               | Wyniki |
| 1986  | Nelson Piquet                                                               | Williams-Honda                               | Wyniki |
| 1984  | Alain Prost                                                                 | McLaren-TAG                                  | Wyniki |
| 1983  | René Arnoux                                                                 | Ferrari                                      | Wyniki |
| 1982  | Patrick Tambay                                                              | Ferrari                                      | Wyniki |
| 1981  | Nelson Piquet                                                               | Brabham-Ford                                 | Wyniki |
| 1980  | Jacques Laffite                                                             | Ligier-Ford                                  | Wyniki |
| 1979  | Alan Jones                                                                  | Williams-Ford                                | Wyniki |
| 1978  | Mario Andretti                                                              | Lotus-Ford                                   | Wyniki |
| 1977  | Niki Lauda                                                                  | Ferrari                                      | Wyniki |
| 1970  | Jochen Rindt                                                                | Lotus-Ford                                   | Wyniki |
|       | 4x Michael Schumacher 3x Piquet, Senna, Alonso, Hamilton 2x Mansell, Berger | 10x Ferrari, Williams 6x McLaren 3x Mercedes |        |

## Dane techniczne
- Długość toru: 4,574 km
- Liczba okrążeń w F1: 67 – dystans: 306,458 km
- Liczba okrążeń w DTM: 37 – dystans: 169,238 km
- Szerokość: w najwęższym miejscu 15 m
- Zakręty: 17
- Rekord toru: 1'13,306 min (Michael Schumacher, Ferrari, 2004)